# Brzezinka (Brzeźnica)
Brzezinka ist eine Ortschaft mit einem Schulzenamt der Gemeinde Brzeźnica im Powiat Wadowicki der Woiwodschaft Kleinpolen in Polen.

## Geschichte
Der Ort liegt im Gebiet zwischen den Flüssen Skawa im Westen und Skawinka im Osten, der im Jahre 1274 von Kleinpolen abgetrennt und ans Herzogtum Oppeln angeschlossen wurde.
Der Ort wurde im Jahre 1381 als Brzeszina erstmals urkundlich erwähnt.  Der Name des Ortes leitet sich von der polnischen Bezeichnung für Birkenwald ab. Mit dem Dorf Kopytówka hatte Brzezinka  bis zum 20. Jahrhundert im größten Teil eine gemeinsame Geschichte.
Politisch gehörte das Dorf ursprünglich zum Herzogtum Auschwitz, dies bestand ab 1315 in der Zeit des polnischen Partikularismus. Seit 1327 bestand das Herzogtum die Lehnsherrschaft des Königreichs Böhmen. Seit 1445 gehörte es zum Herzogtum Zator, dieses wurde im Jahr 1494 an Polen verkauft.
Bei der Ersten Teilung Polens wurde Brzezinka 1772 Teil des neuen Königreichs Galizien und Lodomerien des habsburgischen Kaiserreichs (ab 1804).
Ab 1829 gehörte das Dorf zu Józef Baum von Appelshofen.
1918, nach dem Ende des Ersten Weltkriegs und dem Zusammenbruch der k.u.k. Monarchie, wurde Brzezinka wieder Bestandteil von Polen. Unterbrochen wurde dies nur durch die Besetzung Polens durch die Wehrmacht im Zweiten Weltkrieg.
Von 1975 bis 1998 gehörte Brzezinka zur Woiwodschaft Bielsko-Biała.

## Sehenswürdigkeiten
- Kapelle, gebaut im frühen 19. Jahrhundert

## Persönlichkeiten
- Henryk Kowalówka (1897–1944), polnischer Oberst, nach dem Tode General[1]